# Eriplatymetra
Eriplatymetra là một chi bướm đêm thuộc họ Geometridae.

## Các loài
- Eriplatymetra coloradaria (Grote & Robinson, 1867)
- Eriplatymetra grotearia (Packard, 1876)
- Eriplatymetra lentifluata Barnes & McDunnough, 1917